# José Ignacio Aizpurua Alzaga
José Ignacio Aizpurua Alzaga (Irun, 5 de maig de 1970) és un futbolista basc, ja retirat, que jugava com a porter.

## Trajectòria esportiva
Es va iniciar al món del futbol relativament tard, tot començant la seua carrera professionals als 23 anys, a les files de la Real Unión d'Irún. Després d'una campanya a l'equip basc, va passar a la UD Salamanca, on va militar 8 temporades, amb 167 partits de lliga entre Primera i Segona Divisió. És cedit un any al Llevant UE abans d'incorporar-se definitivament a l'equip granota. A València seria suplent fins a la seua retirada el 2006, comptabilitzant només sis aparicions en els darrers tres anys de la seua carrera.